# Champion System Pro Cycling Team
Champion System Pro Cycling Team ist ein chinesisches Straßenradsportteam mit Sitz in Kowloon, Hongkong.
Die Mannschaft wurde 2010 gegründet und fuhr im mit einer armenischen Lizenz als Continental Team. 2011 wechselte das Team die Nationalität und besaß eine hongkong-chinesische Lizenz. Für das Jahr 2012 erhielt das Team eine Lizenz als Professional Continental Team mit chinesischer Nationalität.
Ende der Saison 2013 wurde die Mannschaft aufgelöst, nachdem sich der Namenssponsor im September 2013 zurückzog und die Zeit bis zur nächsten Saison nicht ausreichte, einen neuen Sponsor zu finden.

## Saison 2013

### Erfolge in der UCI Asia Tour
Bei den Rennen der UCI Asia Tour im Jahr 2013 gelangen dem Team nachstehende Erfolg.
| Datum    | Rennen                   | Kat. | Sieger    |
| -------- | ------------------------ | ---- | --------- |
| 21. März | 4. Etappe Tour de Taiwan | 2.1  | Zach Bell |
| 14. Juni | 6. Etappe Tour de Korea  | 2.2  | Zach Bell |

### Erfolge in den Nationalen Straßen-Radsportmeisterschaften
Bei den Rennen der Nationalen Straßen-Radsportmeisterschaften 2013 konnte das Team nachstehende Titel erringen.
| Datum         | Rennen                                       | Kat. | Sieger            |
| ------------- | -------------------------------------------- | ---- | ----------------- |
| 22. Juni      | Kanadische Meisterschaft – Straßenrennen     | CN   | Zach Bell         |
| 23. Juni      | Irische Meisterschaft – Straßenrennen        | CN   | Matthew Brammeier |
| 15. September | Taiwanische Meisterschaft – Straßenrennen    | CN   | Chun Kai Feng     |
| 16. September | Taiwanische Meisterschaft – Einzelzeitfahren | CN   | Chun Kai Feng     |

### Zugänge – Abgänge
| Zugänge           | Team 2012                       | Abgänge                       | Team 2013                      |
| ----------------- | ------------------------------- | ----------------------------- | ------------------------------ |
| Gregor Gazvoda    | AG2R La Mondiale                | Cameron Wurf                  | Cannondale Pro Cycling         |
| Matthew Brammeier | Omega Pharma-Quick Step         | William Clarke                | Team Argos-Shimano             |
| Bobbie Traksel    | Landbouwkrediet-Euphony         | Gorik Gardeyn                 | Doltcini-Flanders              |
| Ryan Anderson     | SpiderTech-C10                  | Anuar Manan                   | Synergy Baku Cycling Project   |
| Zach Bell         | SpiderTech-C10                  | Jaan Kirsipuu                 | Karriereende                   |
| Ryan Roth         | SpiderTech-C10                  | Joris Boillat                 | Unbekannt                      |
| Chun Kai Feng     | Action Cycling Team             | Aaron Kemps                   | Unbekannt                      |
| Ryōta Nishizono   | Bridgestone Anchor              | Steven Wong                   | Unbekannt                      |
| Chad Beyer        | Competitive Cyclist Racing Team | Jiang Kun (bis 10. Juni)      | Unbekannt                      |
| Fabian Schnaidt   | Team Specialized Concept Store  | Ryan Anderson (bis 14. Juni)  | Optum-Kelly Benefit Strategies |
| Chan Jae Jang     | Terengganu Cycling Team         | Wang Yip Tang (bis 8. August) | Totalsports Neilpryde Cyclone  |
| Wang Yip Tang     | Champion System (2011)          |                               |                                |

### Mannschaft
| Name                          | Geburtstag        | Nationalität        | Team 2014                               |
| ----------------------------- | ----------------- | ------------------- | --------------------------------------- |
| Clinton Avery                 | 3. Dezember 1987  | Neuseeland          |                                         |
| Zach Bell                     | 14. November 1982 | Kanada              | Team SmartStop                          |
| Chad Beyer                    | 15. August 1986   | Vereinigte Staaten  | 5-Hour Energy                           |
| Matthew Brammeier             | 7. Juni 1985      | Irland              | Synergy Baku Cycling Project            |
| Chris Butler                  | 16. Februar 1988  | Vereinigte Staaten  | Hincapie Sportswear Development Team    |
| Chun Kai Feng                 | 2. November 1988  | Chinesisch Taipeh   | Team Gusto                              |
| Matthias Friedemann           | 17. August 1984   | Deutschland         | Ur-Köstrizer-Giant                      |
| Gregor Gazvoda                | 15. Oktober 1981  | Slowenien           | Gebrüder Weiss-Oberndorfer              |
| Chan Jae Jang                 | 6. Januar 1989    | Südkorea            | OCBC Singapore Continental Cycling Team |
| Jiao Pengda                   | 13. Juni 1986     | Volksrepublik China | Gansu Sports Lottery Quick Cycling Team |
| Craig Lewis                   | 1. Oktober 1985   | Vereinigte Staaten  | Karriereende                            |
| Liu Biao                      | 15. März 1988     | Volksrepublik China | Qinghai Tianyoude-BH Cycling Team       |
| Ryōta Nishizono               | 1. September 1987 | Japan               | Karriereende                            |
| Mart Ojavee                   | 9. November 1981  | Estland             |                                         |
| Mohammed Adiq Husainie Othman | 29. April 1991    | Malaysia            | Terengganu Cycling Team                 |
| Ryan Roth                     | 10. Januar 1983   | Kanada              | Jet Fuel Coffee-Norco Bicycles          |
| Fabian Schnaidt               | 27. Oktober 1990  | Deutschland         | Team Vorarlberg                         |
| Bobbie Traksel                | 3. November 1981  | Niederlande         | An Post-Chain Reaction                  |
| Kin San Wu                    | 4. Mai 1985       | Hongkong            |                                         |
| Xu Gang                       | 28. Januar 1984   | Volksrepublik China | Lampre-Merida                           |
| Stagiaires                    | Stagiaires        | Nationalität        | Nationalität                            |
| Grégory Brenes                | Grégory Brenes    | Costa Rica          |                                         |
| Fu Shiu Cheung                | Fu Shiu Cheung    | Hongkong            |                                         |
| Dion Smith                    | Dion Smith        | Neuseeland          |                                         |

## Platzierungen in UCI-Ranglisten
UCI America Tour
| Saison | Mannschaftswertung | Fahrerwertung              |
| ------ | ------------------ | -------------------------- |
| 2010   | -                  | -                          |
| 2011   | 30.                | Matthias Friedemann (171.) |
| 2012   | 30.                | Matthias Friedemann (184.) |
| 2013   | 17.                | Zach Bell (61.)            |

UCI Asia Tour
| Saison | Mannschaftswertung | Fahrerwertung                       |
| ------ | ------------------ | ----------------------------------- |
| 2010   | 25.                | Jaan Kirsipuu (69.)                 |
| 2011   | 25.                | Jaan Kirsipuu (71.)                 |
| 2012   | 5.                 | Cameron Wurf (10.)                  |
| 2013   | 17.                | Mohammed Adiq Husainie Othman (37.) |

UCI Europe Tour
| Saison | Mannschaftswertung | Fahrerwertung            |
| ------ | ------------------ | ------------------------ |
| 2010   | 78.                | Jaan Kirsipuu (207.)     |
| 2011   | 77.                | Jaan Kirsipuu (243.)     |
| 2012   | 83.                | Clinton Avery (272.)     |
| 2013   | 95.                | Matthew Brammeier (345.) |

UCI Oceania Tour
| Saison | Mannschaftswertung | Fahrerwertung        |
| ------ | ------------------ | -------------------- |
| 2010   | 13.                | Jaan Kirsipuu (17.)  |
| 2011   | -                  | -                    |
| 2012   | 10.                | William Clarke (20.) |
| 2013   | 9.                 | Clinton Avery (38.)  |